# 纺锤螺亚科
纺锤螺亚科（學名：Fusininae）是細帶螺科海螺之下的一個腹足纲软体动物亚科。

## 分類

### 屬
截至2018年9月22日，WoRMS紀錄本亞科包括下列各屬：
- Africolithes Eames, 1957 †
- Amiantofusus Fraussen, Kantor & Hadorn, 2007
- Angulofusus Fedosov & Kantor, 2012
- Aptyxis Troschel, 1868
- Carinofusus Ceulemans, Landau & Van Dingenen, 2014 †
- 金紡錘螺屬 Chryseofusus Hadorn & Fraussen, 2003
- Clavellofusus Grabau, 1904 †
- 棒石螺屬 Clavilithes Swainson, 1840 †
- Falsicolus Finlay, 1930 †
- Falsifusus Grabau, 1904 †
- 纺锤螺属 Fusinus Rafinesque, 1815
- Gemmocolus Maxwell, 1992 †
- Granulifusus Kuroda & Habe, 1954
- Harasewychia Petuch, 1987
- Helolithus Agassiz, 1846 †
- Lepidocolus Maxwell, 1992 †
- Mancorus Olsson, 1931 †
- 花斑长旋螺属 Marmorofusus Snyder & Lyons, 2014
- Ollaphon Iredale, 1929
- Priscofusus Conrad, 1865 †
- Profusinus Bandel, 2000 †
- Pseudaptyxis Petuch, 1988 †
- Pullincola de Gregorio, 1894 †
- Remera Stephenson, 1941 †
- Rhopalithes Grabau, 1904 †
- Solutofusus Pritchard, 1898 †
- Spirilla Agassiz, 1842 †
- Streptochetus Cossmann, 1889 †
- Tectifusus Tate, 1893 †
- Trophonofusus Kuroda & Habe, 1971
- Viridifusus Snyder, Vermeij & Lyons, 2012

## 外部連結
- 維基物種上的相關：纺锤螺亚科